# Таша (циклон)
Таша (англ. Tasha) — тропический циклон, вызвавший сильные наводнения на северо-востоке материковой части Австралии, в результате чего был затоплен ряд населённых пунктов штата Квинсленд.

## Последствия
Города Таунсвилл, Маккай и Рокгемптон между 24 и 25 декабря 2010 года подверглись сильнейшим ливням. Реки, вышедшие из берегов, затопили дороги и мосты, изолировав эти города. В течение нескольких дней, вплоть до 28 декабря, сильные ливни продолжали затапливать бо́льшую часть Квинсленда. В результате циклона 800 человек были изолированы между городами Урбенвилл и Боналбо. Тысячи людей были эвакуированы местными властями на военных вертолётах. Один человек утонул после того, как был смыт с моста в районе продвижения циклона на остров.
К 28 декабря около половины территории Квинсленда было затоплено. По предварительным данным, ущерб от циклона был оценен в 1,4 млрд долларов. Общие экономические потери могли достигнуть 6 млрд долларов, или 0,5 % ВВП страны. В этот день премьер-министр Австралии Джулия Гиллард объявила о том, что для эвакуации людей будут посланы дополнительные вертолёты «Блэк Хоук».